# Grupa Akrobacyjna Żelazny

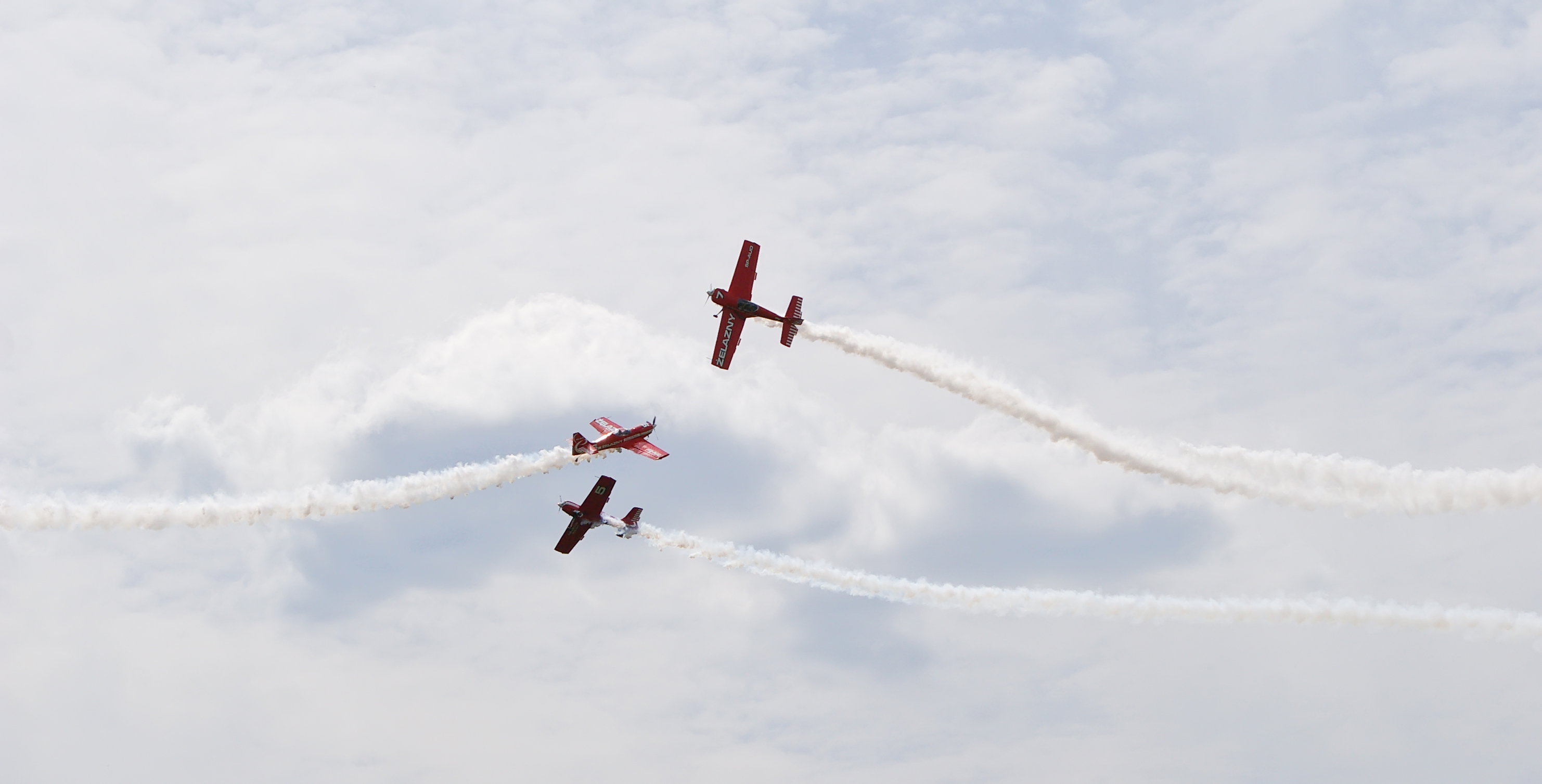
Mijanka z beczkami w wykonaniu Grupy Akrobacyjnej „Żelazny” podczas Międzynarodowego Pikniku Lotniczego w Góraszce 6 czerwca 2009 roku

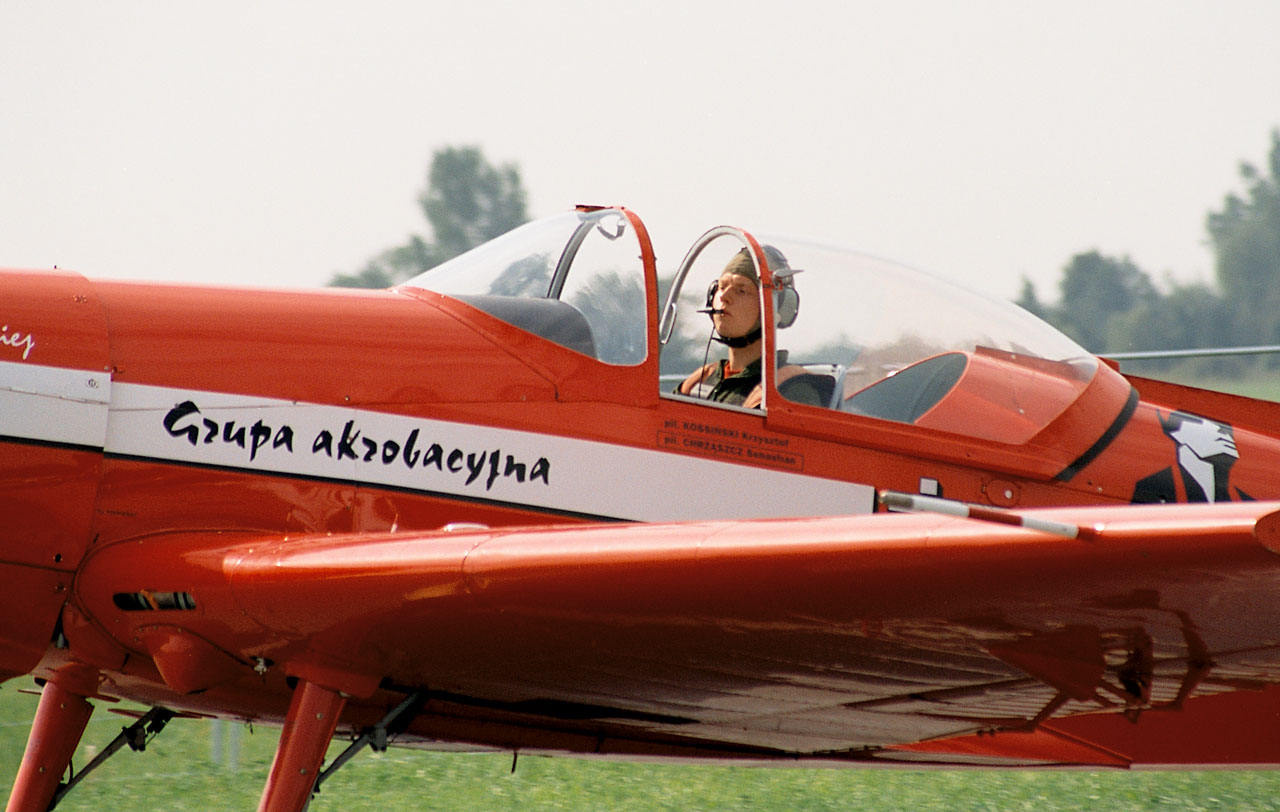
pil. Krzysztof Kossiński za sterami samolotu Zlin-526 AFS podczas Air Show 2005 w Radomiu

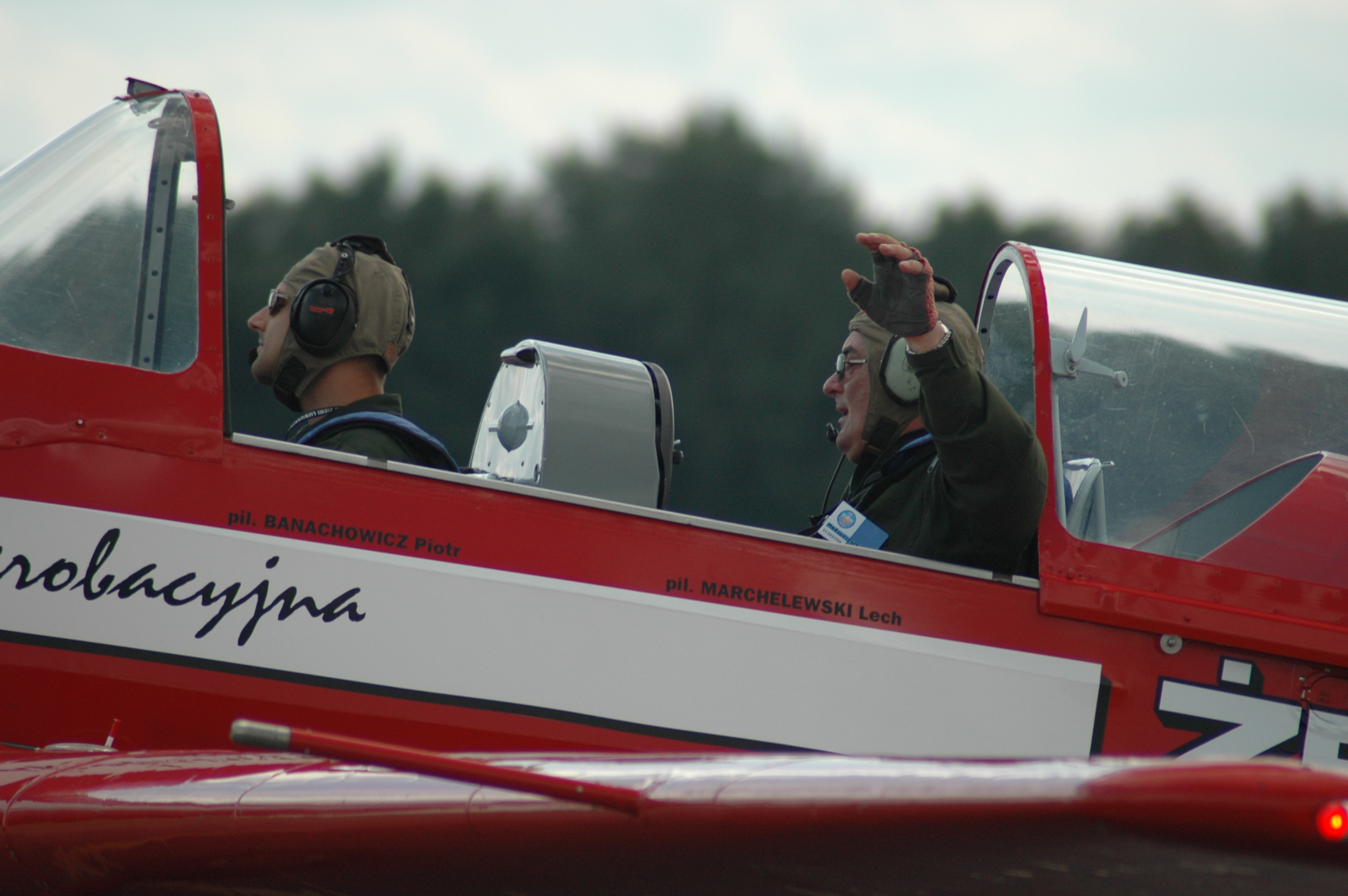
Piotr Banachowicz i Lech Marchelewski - Air Show 2005 w Radomiu

Grupa Akrobacyjna „Żelazny” – polski, cywilny zespół akrobacji lotniczej.

## Historia
Grupa powstała w 2000 roku z inicjatywy dyrektora Aeroklubu Ziemi Lubuskiej – Lecha Marchelewskiego. W roku 2008 grupa przeniosła się z Zielonej Góry do Poznania na lotnisko Aeroklubu Poznańskiego. Żelazni dają pokazy w Polsce, oglądać ich można było także m.in. w Korei Południowej, Szwecji, Niemczech, Czechach czy na Słowacji. Nazwa „Żelazny” pochodzi od nazwy jej pierwszego sponsora.
Grupa korzysta z czerwono-białych samolotów Zlin Z-526, Z-50 i Extra-330LC. Od sezonu 2012 Grupa dysponuje szybowcem wyczynowym MDM-1 Fox, za sterami którego zasiada wielokrotny mistrz świata w akrobacji szybowcowej - Jerzy Makula. 
16 stycznia 2020. Żelazny dołącza do Orlen Team, który staje się również sponsorem tytularnym. Wszystkie samoloty zostają przemalowane na nowe barwy.

## Piloci i członkowie
- Wojciech Krupa[3] – lider
- Piotr Haberland[3]
- Wojciech Grzechowiak[3]
- Dominik "Dono" Łuczak[3][4]
- Krzysztof "Szopa" Szopiński[3] – prezes i komentator

## Byli piloci i członkowie
- Marek Dubkiewicz[3] – zginął 2 czerwca 2003
- Sebastian Chrząszcz[3] - zginął 2 czerwca 2003
- Lech Marchelewski[3] – lider – zginął 1 września 2007
- Piotr Banachowicz[3] – lewoskrzydłowy – zginął 1 września 2007
- Krzysztof Kossiński[3] – prawoskrzydłowy
- Wojciech Grzechowiak[3] – latał w pokazach w 2017 roku
- Tadeusz Kołaszewski[3] – prawoskrzydłowy lub zamykający - latał w pokazach do 2017
- Paweł Antkowiak[3] – lewoskrzydłowy
- Wojciech Muszyński[3] – prawoskrzydłowy
- Agata Nykaza[3] – solo

## Wykorzystywane samoloty
1. Zlin Z-526AFS – zniszczony w wyniku wypadku 1 września 2007.
2. Zlin Z-526AFS – zniszczony w wyniku wypadku 1 września 2007.
3. Zlin Z-526AFS – po wypadku używany jeszcze w 2008 roku do akrobacji solowych. Obecnie nieużywany.
4. Zlin Z-50LA – przekazany 4 listopada 2011 jako eksponat do Muzeum Lotnictwa w Krakowie
5. Zlin Z-50LA – używany w pokazach
6. Zlin Z-50LS – używany w pokazach
7. Zlin Z-50LS – używany w pokazach
8. Extra 330LC – używany w pokazach
9. Zlin Z-526F – używany do szkolenia pilotów
10. MDM Solo Fox – używany w pokazach
11. 4 Extra 330LX – nowa nr 4

## Skład pokazowy zespołu na Radom Air Show 2017
- #5 Tadeusz Kołaszewski – zamykający – Zlin-50 SP-AUE
- #6 Wojciech Muszyński – skrzydłowy - Zlin-50 SP-AUC
- #7 Paweł Antkowiak – skrzydłowy - Zlin-50 SP-AUD
- #8 Wojciech Krupa – prowadzący – Extra 330 SP-AUP

## Skład pokazowy zespołu na Radom Air Show 2015
- #6 Wojciech Krupa – skrzydłowy – Zlin-50 SP-AUC
- #7 Piotr Haberland – skrzydłowy – Zlin-50 SP-AUD
- #8 Agata Nykaza – prowadzący – Extra 330 SP-AUP
- #10 Magda Stróżyk – szybowiec

## Skład pokazowy zespołu na Radom Air Show 2007
1. Lech Marchelewski – lider – Zlin-526F (nie żyje)
2. Piotr Banachowicz – lewoskrzydłowy – Zlin-526 AFS (nie żyje)
3. Krzysztof Kossiński – prawoskrzydłowy – Zlin-526 AFS
4. Piotr Haberland – lewoskrzydłowy – Zlin-50
5. Tadeusz Kołaszewski – prawoskrzydłowy – Zlin-50
6. Wojciech Krupa – prowadzący – Zlin-50

## Żelaźni w Muzeum
4 listopada 2011 r. samolot Zlin-50LA "4" o numerze seryjnym 0009 i znakach SP-AUB został doprowadzony lotem na Lądowisko Rakowice-Czyżyny, a następnie przekazany Muzeum Lotnictwa przez przedstawicieli Grupy Akrobacyjnej Żelazny: Artura Haładyna, Wojciecha Krupę oraz Piotra Haberlanda.

## Wypadki

### 2 czerwca 2003
2 czerwca 2003 roku w czasie lotu treningowego samolotem Let L-200 Morava w okolicach Zielonej Góry doszło do wypadku, w którym zginęło dwóch pilotów grupy: Marek Dubkiewicz i Sebastian Chrząszcz. Michał Wiśniewski z zespołu Ich Troje złożył hołd pilotom, nagrywając dla uczczenia ich pamięci utwór pt. Requiem.

### 1 września 2007

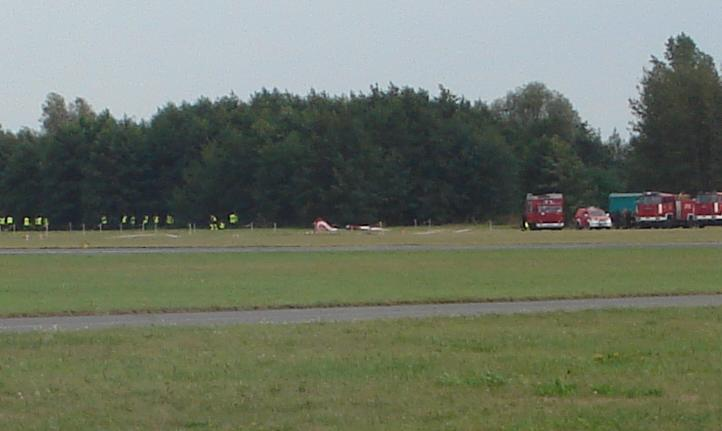
Szczątki maszyny Zlin-526F pilotowanej przez ppłk. Lecha Marchelewskiego po wypadku podczas Radom Air Show 2007

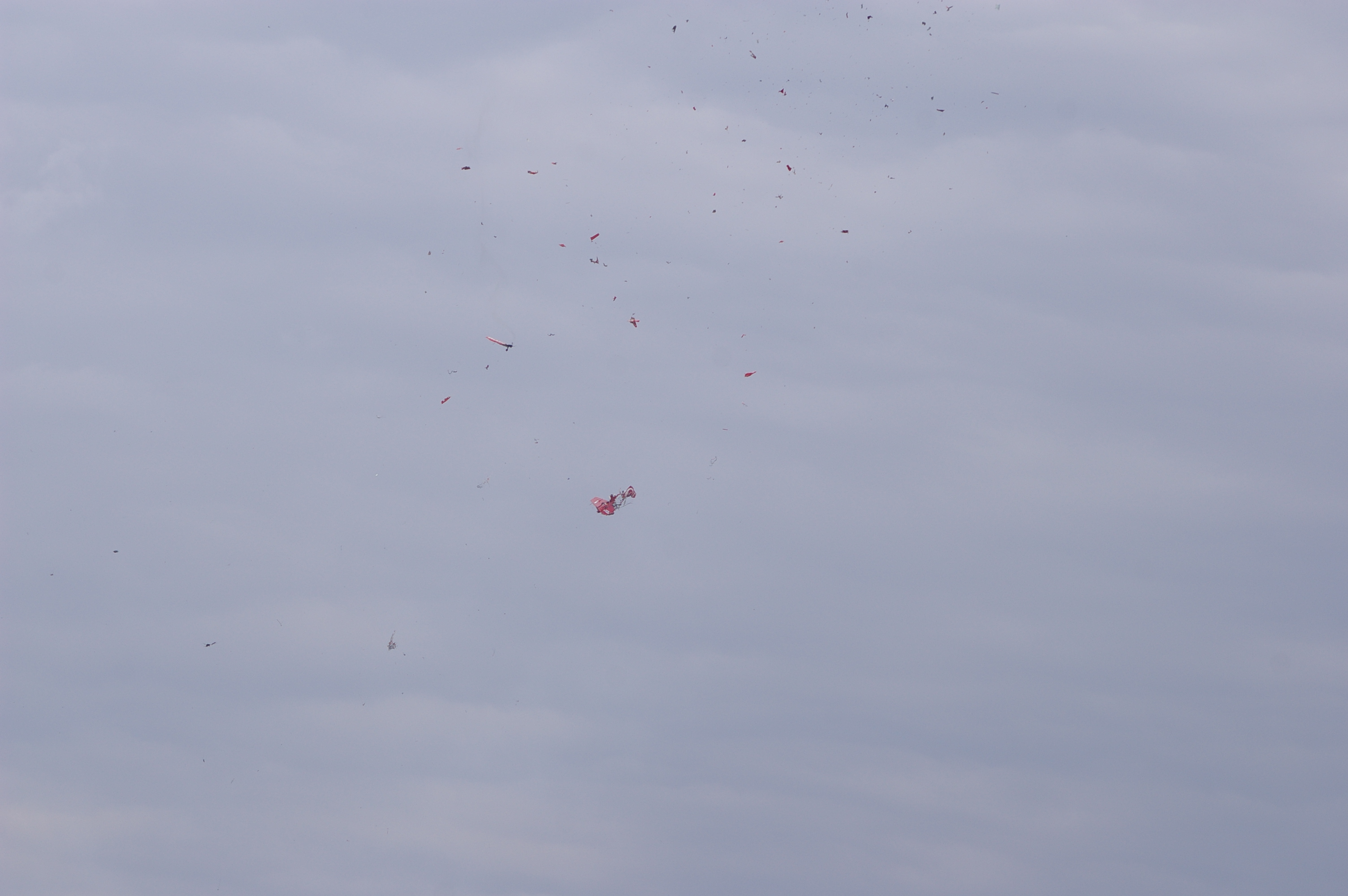
Spadające szczątki samolotu po wypadku podczas Radom Air Show 2007

1 września 2007 roku o godzinie 15.51 (czasu lokalnego) podczas Radom Air Show doszło do wypadku w trakcie wykonywania akrobacji, podczas którego zginęło dwóch pilotów należących do zespołu: Lech Marchelewski (60 lat, nalot ponad 3352 godziny, płk rezerwy, dyrektor Aeroklubu Ziemi Lubuskiej, doświadczony pilot i twórca tej grupy akrobacyjnej), oraz Piotr Banachowicz (25 lat, wylatał ponad 540 godzin), inżynier pilot.
Kolizja nastąpiła w trakcie wykonywania na trzech maszynach pętli z rozejściem u szczytu – tzw. „rozety”. Samoloty miały minąć się w najniższym punkcie manewru w bardzo małej odległości od siebie, jednak samolot Marchelewskiego zderzył się z samolotem Banachowicza. Oba samoloty uległy niemal całkowitemu zniszczeniu, a piloci zginęli w momencie kolizji. Na ziemię spadły już tylko szczątki obu maszyn.
Przyczyny tragedii badały prokuratura i Państwowa Komisja Badania Wypadków Lotniczych. Jako najbardziej prawdopodobną przyjęły hipotezę o błędzie pilota, Lecha Marchelewskiego.
W związku z tragedią w Radomiu i Zielonej Górze wprowadzono trzydniową żałobę. Pożegnanie pilotów miało miejsce 7 września na lotnisku AZL w Przylepie koło Zielonej Góry. W ceremonii uczestniczyli gen. Gromosław Czempiński, a także dowódca Sił Powietrznych gen. Andrzej Błasik, zmarłych lotników pożegnali także członkowie grupy „Biało-Czerwone Iskry” z Dęblina. Piloci zostali pośmiertnie oznaczeni Złotą odznaką pilota.
30 czerwca 2008 Państwowa Komisja Badania Wypadków Lotniczych opublikowała raport końcowy dotyczący wypadku, w którym stwierdza, że decydujący wpływ na błąd pilota i katastrofę mogło mieć słabe zdrowie lidera grupy, Lecha Marchelewskiego, który przyjmował leki na obniżenie ciśnienia tętniczego krwi, o czym nie informował w czasie obowiązkowych okresowych badań dla pilotów. Stwierdzono również, że drugi z uczestników kolizji, Piotr Banachowicz, mimo iż był dobrze przygotowany do wykonywanych zadań i nie popełnił błędów, nie posiadał upoważnienia do wykonywania pokazów lotniczych.
We wrześniu 2008 Prokuratura Okręgowa w Radomiu umorzyła śledztwo w sprawie katastrofy z powodu śmierci Lecha Marchelewskiego, który zdaniem prokuratury nieumyślnie spowodował zderzenie dwóch samolotów.